# Chrysosoma platychirus
Chrysosoma platychirus är en tvåvingeart som beskrevs av Frey 1924. Chrysosoma platychirus ingår i släktet Chrysosoma och familjen styltflugor. Inga underarter finns listade i Catalogue of Life.